# Rīgas Autobusu Fabrika
Rīgas Autobusu Fabrika (Rigas Autobusfabrik; russisk: Рижская автобусная фабрика), forkortet RAF, er en tidligere bilproducent i Riga (1954–75) og Jelgava (1975–98) i Letland. RAF fremstillede minibusser under navnet RAF Latvija.
RAF etableredes i 1954 og skulle stå for Sovjetunionens samlede produktion af minibusser. Den første model var RAF-10 som præsenteredes i 1957, og som lignede Volkswagens klassiske transporter meget, som præsenteredes i 1951. Modellen, der kaldtes for Festivals, var udviklet af Laimonis Klege, som deltog i hele udviklingen. I 1959 kom en ny model, som egentlig også var en Festivals, men med en kraftigere motor – RAF-977 Latvija. I 1960 deltog RAF ved bilsalonen i Genève. I 1962 og 1966 fulgte videreudviklinger af modellen og prototyper på nye modeller udvikledes. I 1966 begyndte produktion i Armeniens hovedstad Jerevan, hvor lettiske RAF-ansatte deltog i opbyggelsen.
RAF's minibusser blev hovedsageligt benyttet af statslige sovjetiske virksomheder – flyvepladser, ambulancekørsel o.lign. De fandtes over hele Sovjetunionen, og eksporteredes til blandt andet Østblokken og til Comecon-medlemmet Cuba. Efter Sovjetunionens opløsning havde RAF svært ved at afsætte sine produkter på de tidligere markeder, og fik også sværere ved at skaffe finansiering. Virksomheden gik konkurs i 1998 efter at have haft nogle svære år.